# 马德里圣伊西德罗中学
圣伊西德罗学院是一所在马德里建做在（西班牙）马德里市中心的一所公立中学，在马德里的社区教育部。
位于首都的中心地区，靠近马约尔广场，圣伊西德罗研究所是马德里最古老的一所中学学院，在1346年继承过Estudio de la Villa ，1603帝国还有在1603年皇家也继承过圣伊西德罗学院。